# Access All Areas: A Rock & Roll Odyssey
Access All Areas: A Rock & Roll Odyssey – film dokumentalny działalności zespołu Bon Jovi podczas trasy koncertowej New Jersey Syndicate Tour (1988-1990). Do filmu dołączona jest ścieżka dźwiękowa złożona z utworów zespołu, a także dotąd niepublikowane materiały archiwalne z trasy.
Film jest podzielony na dwie części, zgodnie z przebiegiem etapów trasy koncertowej. Access All Areas: A Rock & Roll Odyssey został również wydany jako dwie kasety VHS (zawierał w pakiecie album New Jersey: The Videos).